# Chlorophorus brevenotatus
Chlorophorus brevenotatus är en skalbaggsart som beskrevs av Maurice Pic 1922. Chlorophorus brevenotatus ingår i släktet Chlorophorus och familjen långhorningar.
Artens utbredningsområde är Laos. Inga underarter finns listade i Catalogue of Life.